# راشيل فونتين
راشيل فونتين (بالفرنسية: Rachel Fontaine)‏ (و. 1977 – م) هي ممثلة، وممثلة أفلام، من كندا، ولدت في مونتريال.

## وصلات خارجية
- راشيل فونتين على موقع IMDb (الإنجليزية)
- راشيل فونتين على موقع ألو سيني (الفرنسية)
- راشيل فونتين على موقع كينوبويسك (الروسية)